# World Doubles Championships 1994
Il World Doubles Championships 1994 è stato un torneo di tennis femminile che si è giocato al Saddlebrook Golf & Tennis Resort di Wesley Chapel negli USA dal 24 al 27 marzo su campi in terra rossa. È stata la 19ª edizione del torneo.

## Campionesse

### Doppio
Jana Novotná /  Arantxa Sánchez Vicario hanno battuto in finale  Gigi Fernández /  Nataša Zvereva con il punteggio di 6–2, 7–5